# 藪神站
藪神站（日语：／ Yabukami eki */?）是位於新潟縣魚沼市今泉，東日本旅客鐵道（JR東日本）的只見線車站。

## 歷史
- 1951年（昭和26年）
  - 3月1日：日本國有鐵道（國鐵）開設藪神臨時乘降場。
  - 10月1日：升級至車站[1]。
- 1987年（昭和62年）4月1日：伴隨國鐵分割民營化，車站由東日本旅客鐵道（JR東日本）營運。

## 車站構造
此站是地面車站，設有1面1線的單式月台。車站大樓與月台位於路軌西邊。此站設有候車室，沒有廁所。此站是由越後湯澤站管理的無人車站。

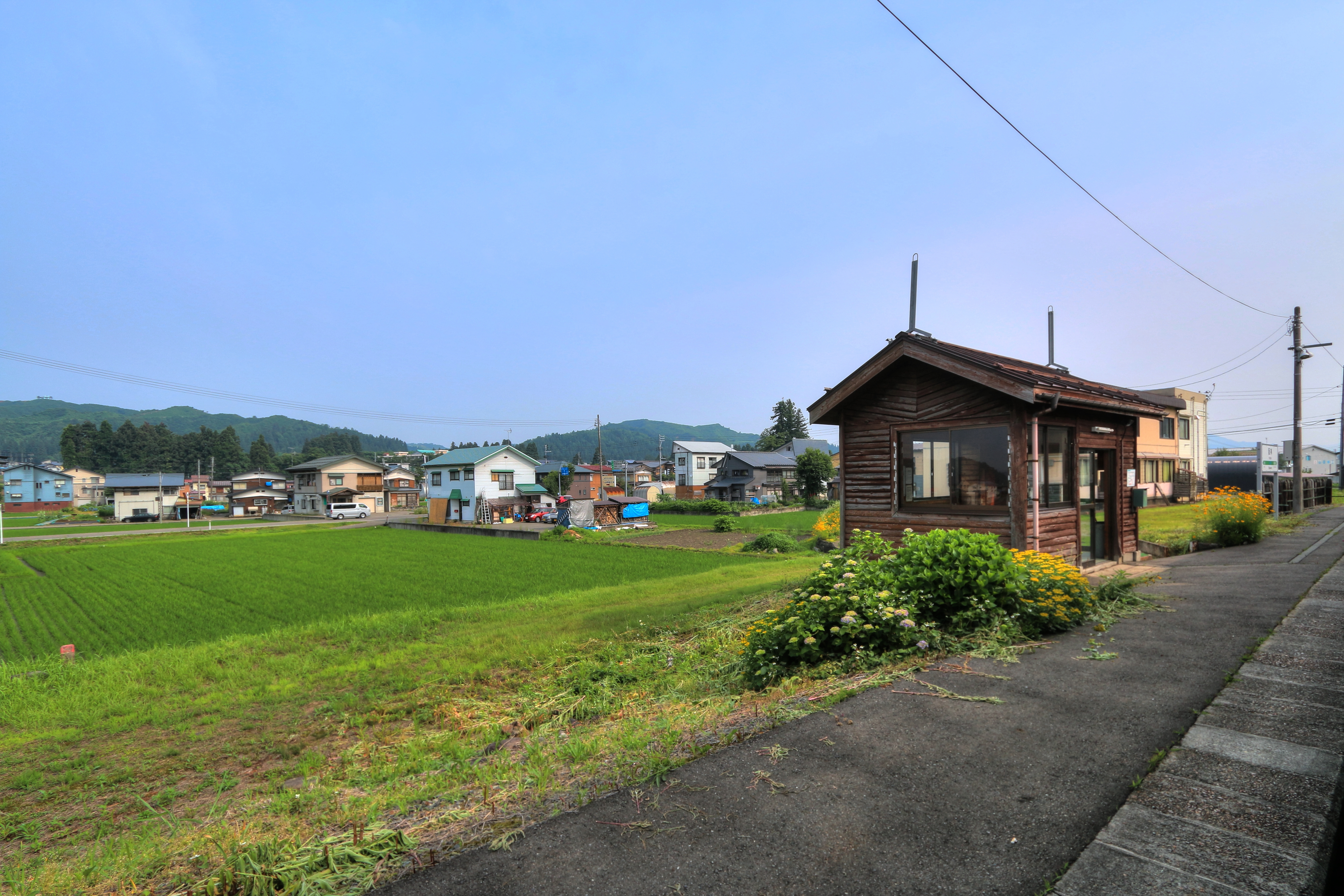
從月台望見車站大樓

## 車站周邊
- 魚沼市政廳廣神廳舍（舊・廣神村（日语：広神村）公所）
- 魚沼市立廣神中學（日语：魚沼市立広神中学校）
- 國道252號（日语：国道252号）
- 小出警署（日语：小出警察署）廣神駐在所
- 今泉簡易郵局

## 巴士路線

包含此站在內的南越後觀光巴士路線圖

越後交通集團下的南越後觀光巴士設有巴士路線停靠附近巴士站，巴士路線與只見線並行。
- UA 小出＝上條＝貫木、穴澤線[2]
從此站步行約2分鐘的國道252號上設有「島」（UA10）巴士站。
- UH 小出＝下倉＝廣瀨站角＝小平尾＝白椛線[2]
從此站向東北步行約10分鐘，於國道252號上設有「道元」（UH14・UA11）巴士站。該巴士站設有UA線。

## 相鄰車站
東日本旅客鐵道（JR東日本）
■只見線
越後廣瀨－藪神－小出

## 注腳
1. 1 2  「日本國有鐵道公示第228號」『官報』1951年9月29日（國立國會圖書館數碼化收藏）
2. 1 2  南越後観光バス 小出・小千谷地区 （页面存档备份，存于）（日語） - 2020年1月2日參閲。

## 外部連結
- 車站資訊（藪神）：東日本旅客鐵道（日語）